# 馬九如
馬九如，山西省平陽府翼城縣人，清朝政治人物、同進士出身。
光緒十二年（1886年），参加光緒丙戌科殿試，登進士三甲35名。同年五月，著主事分部学习。